# Capela do Alto
 (septembre 2012).
Si vous disposez d'ouvrages ou d'articles de référence ou si vous connaissez des sites web de qualité traitant du thème abordé ici, merci de compléter l'article en donnant les références utiles à sa vérifiabilité et en les liant à la section « Notes et références ».
Capela do Alto est une municipalité brésilienne de l'État de São Paulo et la Microrégion de Sorocaba.

## Démographie
| Évolution de la population (municipalité) | Évolution de la population (municipalité) | Évolution de la population (municipalité) | Évolution de la population (municipalité) |
| Année                                     | Population                                |                                           | %±                                        |
| ----------------------------------------- | ----------------------------------------- | ----------------------------------------- | ----------------------------------------- |
| 1970                                      | 4 872                                     |                                           | —                                         |
| 1980                                      | 7 393                                     |                                           | 51,7%                                     |
| 1991                                      | 10 771                                    |                                           | 45,7%                                     |
| 2000                                      | 14 247                                    |                                           | 32,3%                                     |
| 2010                                      | 17 532                                    |                                           | 23,1%                                     |
| 2022                                      | 22 866                                    |                                           | 30,4%                                     |
| ,                                         |                                           |                                           |                                           |